# Chahvāz
Chahvāz (persiska: چهواز) är en ort i Iran.   Den ligger i provinsen Hormozgan, i den södra delen av landet, 1 000 km söder om huvudstaden Teheran. Chahvāz ligger 185 meter över havet och antalet invånare är 572.
Terrängen runt Chahvāz är kuperad.Runt Chahvāz är det glesbefolkat, med 11 invånare per kvadratkilometer. Närmaste större samhälle är Heshnīz, 11,3 km öster om Chahvāz. Trakten runt Chahvāz är ofruktbar med lite eller ingen växtlighet.